# Krempel (Dithmarschen)
Krempel ist eine Gemeinde im Kreis Dithmarschen in Schleswig-Holstein.

## Geografie

### Geografische Lage
Das Gemeindegebiet von Krempel erstreckt sich auf dem Donn der sogenannten Lundener Nehrung am Übergang der Naturräume Heide-Itzehoer Geest (Haupteinheit Nr. 602) in die hier westlich vorgelagerte Dithmarscher Marsch (Nr. 684) wenig südöstlich der letzten Biegung der Eider.

### Nachbargemeinden
Nachbargemeinden sind im Uhrzeigersinn im Norden beginnend die Gemeinden Lunden, Sankt Annen, Schlichting, Rehm-Flehde-Bargen und Groven (alle im Kreis Dithmarschen).

## Geschichte
Erstmals wurde Krempel 1231 urkundlich erwähnt. Ob es seinerzeit die Kelten waren, die Cremböl, woraus das heutige Krempel entstand, gegründet haben, ist ungeklärt. Während Lunden eine ruhmreiche Zeit mit florierendem Handel erlebte, entwickelte sich Krempel im Schatten der Nachbargemeinde zu einem landwirtschaftlich geprägten Dorf. Schon in historischer Zeit waren die meisten Bauern auf einen Nebenerwerb in der Marsch oder im Moor zur Existenzsicherung angewiesen. Heute hat sich die Gemeinde von der Sanddüne zur modernen Wohngemeinde gewandelt.
Am 1. April 1934 wurde die Kirchspielslandgemeinde Lunden aufgelöst. Alle ihre Dorfschaften, Dorfgemeinden und Bauerschaften wurden zu selbständigen Gemeinden/Landgemeinden, so auch Krempel.

## Politik

### Gemeindevertretung
Bei der Kommunalwahl am 14. Mai 2023 wurden insgesamt neun Sitze vergeben. Von diesen erhielt die SPD fünf Sitze und die Wählergemeinschaft Krempel vier Sitze.

### Wappen
Blasonierung: „Gespalten von Gold und Grün. Vorn ein halber, rot bewehrter schwarzer Adler am Spalt, hinten eine bewurzelte silberne Kiefer.“
Der Adler soll im Gegensatz zum unbändigen nordischen Wappenlöwen der dänischen, schleswigschen und holsteinischen Herrscher, die vielfach die Freiheit Dithmarschens bedroht hatten, die Wachsamkeit und Wehrhaftigkeit des Kirchspiels beschwören.
Der halbe Reichsadler soll gleichfalls bildlich demonstrieren, dass man sich, ähnlich wie bei den freien Reichsstädten, nur dem Deutschen Reich und seiner Kaiser untergeordnet und zugehörig fühle, und nicht irgendwelchen Fürsten.
Die knorrige Kiefer symbolisiert den Kampf der Bewohner, sich auf der kargen Düne zu behaupten (neuerdings sind in der Gemeinde Krempel umfangreiche Anpflanzungen von Nadelwald) und sowohl im Westen wie im Osten die Landschaft (einst See und Meer) urbar bzw. fruchtbar zu machen.

## Wirtschaft und Infrastruktur

### Verkehr
Die Gemeinde Krempel liegt direkt an der Marschbahn von Hamburg nach Westerland. Nächstgelegener Haltepunkt in ca. 1 km Entfernung ist Lunden.
Durch den Autobahnzubringer der B 5 bei Hemme und Karolinenkoog in ca. 6 km Entfernung ist auch die A 23 gut zu erreichen.

### Ansässige Unternehmen
In Krempel sind zahlreiche Handwerks- und Dienstleistungsunternehmen ansässig wie z. B. eine Kfz-Werkstatt, Bau- und Tiefbauunternehmen, Heizungs- und Sanitärbetrieb und ein Elektroinstallateurbetrieb.

### Bildung
Für die Kinder der Gemeinde ist eine Grundschule im Nachbarort Lunden vorhanden, ebenso wie die Förderschule und der Kindergarten. Gymnasien befinden sich in Heide, Tönning oder Husum und sind gut erreichbar durch Bus und Bahn.

## Persönlichkeiten
- Friedrich Jansen (* 5. September 1883 in Krempel; † 15. Mai 1945 in Meldorf), Weinhändler und Mordopfer